# Neu Karmunkau
Neu Karmunkau, polnisch Nowe Karmonki ist eine Ortschaft in Oberschlesien mit rund 450 Einwohnern und einem Schulzenamt. Administrativ liegt sie in der zweisprachigen Landgemeinde Radlau / Radłów im Powiat Oleski (Rosenberg O.S.) in der Woiwodschaft Oppeln.

## Geografie
Neu Karmunkau liegt im Nordosten der Woiwodschaft Oppeln, nordöstlich der Kreisstadt Olesno (Rosenberg O.S.) und im Norden Oberschlesiens.

## Geschichte

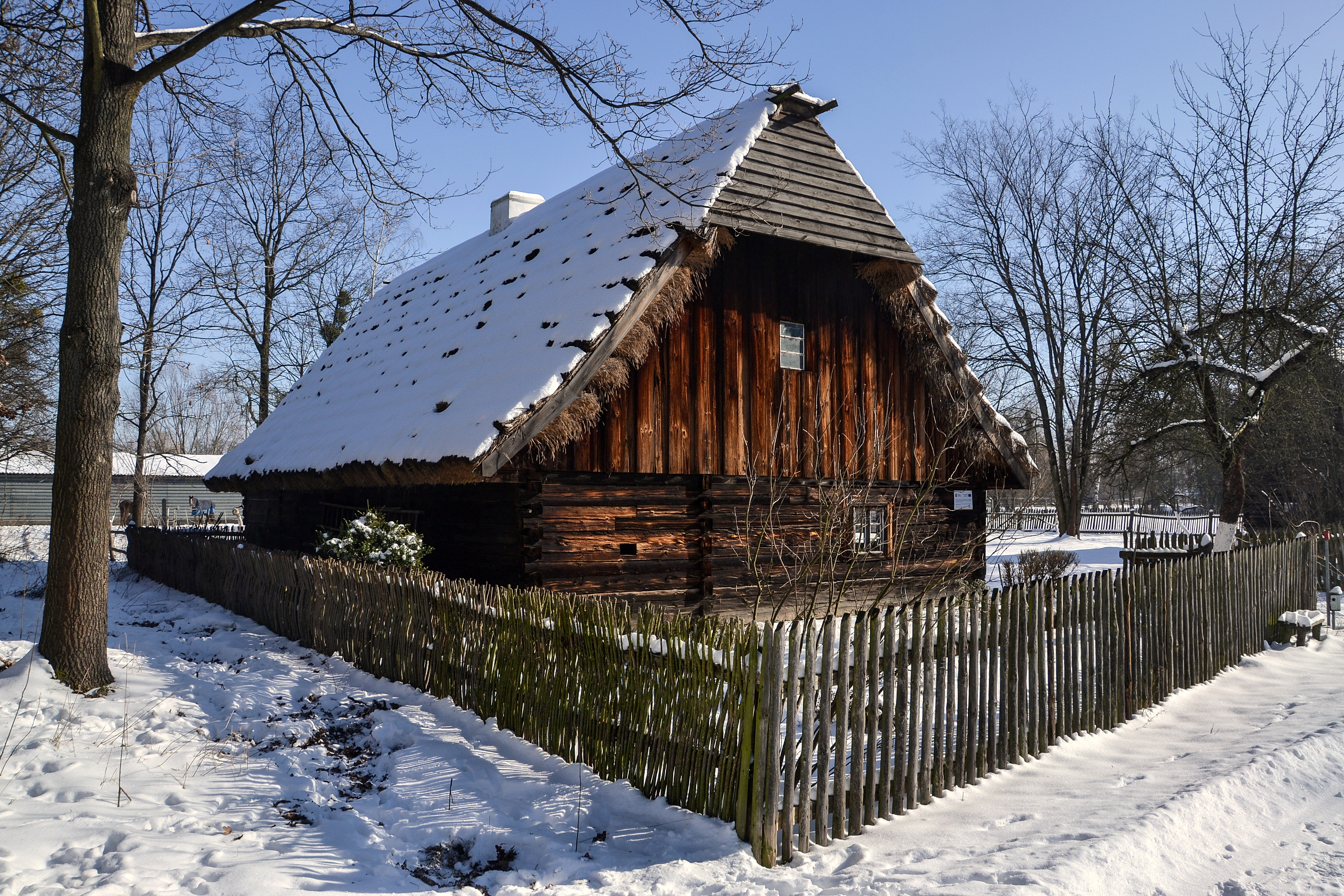
Altes Wohnhaus aus Neu Karmunkau, heute im Museum des Oppelner Dorfes

Erstmals urkundlich erwähnt wurde ein Ort namens Karmunkau im 15. Jahrhundert. Dabei wurde noch nicht zwischen Alt und Neu Karmunkau unterschieden.
Bei der Volksabstimmung in Oberschlesien am 20. März 1921 stimmten in Neu Karmunkau 147 Wahlberechtigte für einen Verbleib bei Deutschland und 302 für eine Zugehörigkeit zu Polen. Neu Karmunkau verblieb nach der Teilung Oberschlesiens beim Deutschen Reich. Am 27. April 1936 wurde der Ort im Zuge einer Welle von Ortsumbenennungen der NS-Zeit in Neu Karmen umbenannt. Am 1. April 1939 wurde Neu Karmen in den Ort Grunsruh eingegliedert. Bis 1945 befand sich der Ort im Landkreis Rosenberg O.S.
1945 kam der bis dahin deutsche Ort unter polnische Verwaltung und wurde der Woiwodschaft Schlesien angeschlossen. 1950 kam er zur Woiwodschaft Oppeln und zum 28. Juni 1948 in Nowe Karmonki umbenannt. Mit der Aufteilung der Woiwodschaft Schlesien in die Woiwodschaft Oppeln und Kattowitz kam der Ort zur Woiwodschaft Oppeln. Von 1975 bis 1998 lag der Ort in der Woiwodschaft Tschenstochau. 1999 kam der Ort nach der Auflösung der Woiwodschaft Tschenstochau wieder zur Woiwodschaft Oppeln und zum wiederhergestellten Powiat Oleski.
2006 wurde Neu Karmunkau mitsamt der Gemeinde Radlau offiziell zweisprachig und im September 2008 wurden zweisprachige Ortsschilder aufgestellt.

### Einwohnerentwicklung
Die Einwohnerzahlen von Neu Karmunkau nach dem jeweiligen Gebietsstand:
| Jahr | Einwohner |
| ---- | --------- |
| 1910 | 670       |
| 1925 | 720       |
| 1933 | 704       |

## Wappen
Alte Siegel der Gemeinde Neu Karmunkau zeigen abwechselnd verschiedene Motive. Ein sehr undeutliches Siegel von 1836 zeigt vermutlich zwei verbundene Häuser oder ein landwirtschaftliches Arbeitsgerät. Ein Siegel aus der Zeit von 1863–1892 zeigt einen Laubbaum auf einem Hügel, links und rechts des Baumstamms je ein Herz. Ein Siegel des Gemeindevorstands aus der Zeit von 1926 bis 1933 zeigt ein Dreieck.